# TOSテレニュースFNN
『TOSテレニュースFNN』（ティーオーエステレニュースエフエヌエヌ）は、1993年10月3日から2016年3月27日までに22年半、テレビ大分で日曜昼に放送されていたニュース番組である。ハイビジョン制作（ハイビジョン放送は地上デジタル放送のみで実施）。

## 番組概要
- テレビ大分は、1970年の開局時から1993年9月26日までANN昼のニュース番組『ANNニュース』を放送していたが、ANN系列フルネット局の大分朝日放送が開局するのに合わせてこの番組の放送を開始した。

- 番組内容は、フジテレビ発の全国ニュース『産経テレニュースFNN』が中心だった。

- 平日（かつては土曜版もあった）に放送される『TOSスピーク』とは違って県内のニュースを取り扱っていない。

- 22年半の放送を以て終了し、後番組は昼ニュース枠『FNNスピークWeekend』を内包した『FNN TOSスピークWeekend』がスタートした。

## 放送時間
- 日曜 11:50 - 12:00 （1993年10月3日 - 2016年3月27日）

## タイムテーブル
- 11:50.00 - 「TOSテレニュースFNN」オープニング
- 11:50.10 - 「産経テレニュースFNN」（フジテレビ発）全国ニュース、CM
- 11:56.10 - 天気予報
- 11:57.55 - エンディング、ENDクレジット
- 11:58 - 放送終了